# Slaget vid Marignano
Slaget vid Marignano var ett slag mellan franska och schweiziska trupper 13-14 september 1515 utanför dagens Melegnano, 15 kilometer från Milano.
Frans I av Frankrike invaderade Italien sommaren 1515. Han var i förbund med Republiken Venedig, och avsikten var att ta tillbaka Milano från schweizarna. Med omkring 50 bronskanoner gick han över Alperna längs leder som tidigare ansetts oframkomliga och nådde Lombardiet i juni. Han lyckades muta delar av den schweiziska armén att återvända hem. De som stannade kvar marscherade i september ut för att i en snabb framryckning överraska fienden. Härarna möttes vid Marignano, och schweizarna gick omedelbart till angrepp. Motståndet från franska legosoldater och motattacker från det pansrade kavalleriet under Frans personliga ledning ledde till att schweizarnas anfall bröts. De intensiva närstriderna fortsatte lång efter mörkrets inbrott och återupptogs i gryningen. Då anlände Frans venetianska allierade till slagfältet, och vid upptäckten av dessa nya förband började schweizarna att retirera.
De schweiziska trupperna kom en tid därefter att utrymma Lombardiet och underteckna ett avtal om ständig fred med Frankrike.